# Latreillia metanesa
Latreillia metanesa är en kräftdjursart som beskrevs av A. B. Williams 1982. Latreillia metanesa ingår i släktet Latreillia och familjen Latreilliidae. Inga underarter finns listade i Catalogue of Life.